# Sistema statistico nazionale
Il Sistema statistico nazionale (SISTAN) è la rete di soggetti pubblici e privati che fornisce l'informazione statistica ufficiale in Italia. Istituito con Decreto legislativo 6 settembre 1989, n. 322, in materia di "Norme sul Sistema statistico nazionale e sulla riorganizzazione dell'Istituto nazionale di statistica, ai sensi dell'art. 24 della legge 23 agosto 1988, n. 400.", viene gestito dall'Istituto nazionale di statistica e rilascia la documentazione sotto licenza Creative Commons BY-SA.

## La funzione statistica per l'indirizzo delle decisioni pubbliche
In Italia, la formazione del Sistema statistico nazionale, oggi denominato SISTAN, ha avuto un cammino lungo e tormentato. Dall'istituzione della Divisione di statistica generale presso il Ministero dell'agricoltura, industria e commercio nel 1861, con la quale la funzione statistica veniva organizzata a livello nazionale, alla costituzione di un Ufficio di statistica presso il Ministero di Grazia e Giustizia (1872), al trasferimento della funzione statistica generale presso il Ministero dell'Interno (1878), al ritorno del Servizio Statistico dello Stato presso il Ministero dell'Agricoltura con Bodio nel 1892, alla costituzione di una Giunta statistica presso ogni prefettura, alla crisi del primo ventennio del secolo, alle leggi del 1923 e del 1929, di riorganizzazione del sistema e di costituzione dell'Istat, Istituto di Stato con personalità giuridica e gestione autonoma per l'unità di direzione scientifica e il coordinamento dei metodi d'indagine (Parenti, 1986).
Alla base della legislazione di riforma del Sistema statistico nazionale c'è il cosiddetto rapporto Moser, che ha esaminato tre settori fondamentali dell'attività statistica pubblica ("conti economici", "Pubblica Amministrazione" e "prezzi"), per indicare una serie di esigenze di modernizzazione organizzativa, tecnica e metodologica, aderenti anche agli standard internazionali. La statistica pubblica deve essere un servizio centrale a disposizione della collettività, oltre che del governo.
Tale situazione esige, quindi, che la funzione sia svolta da un'unica organizzazione pubblica o da più organizzazioni pubbliche, tra loro fortemente integrate, al fine di evitare contraddittorietà e confusione, garantire affidabilità ai risultati delle indagini, certificandoli e consentendo al governo di fare scelte legittime sotto il profilo statistico.

## Obiettivi
Il SISTAN connette in un'unica rete tutte le competenze disperse nelle varie amministrazioni, con l'obiettivo di acquisire nuove e maggiori conoscenze per influire sui processi decisionali della Pubblica Amministrazione (P.A.) e con quello ulteriore di ridurre la molestia verso il pubblico e le imprese che ha raggiunto livelli eccessivi. In questo disegno, l'Istat diventa un centro di coordinamento, di ricerca, di consulenza, di formazione, di garanzia metodologica, anche se perde in un certo senso il vecchio privilegio di monopolio, trasformandosi in un'azienda in grado di fornire servizi al pubblico, puntando su schemi privatistici.
Prima della riforma, da anni, era stata riscontrata, a livello politico, sindacale e tecnico, la necessità di una riforma che regolasse la materia in maniera organica e completa e che tenesse conto di due fatti importanti: la realtà politica delle regioni e l'uso delle nuove tecnologie informatiche.
Il precedente importante per la riforma del sistema è costituito dall'articolo 24 della legge 400/88 "Disciplina dell'attività di governo e ordinamento della Presidenza del Consiglio dei Ministri". Tale articolo prevedeva una delega per il Governo da emanare, entro un anno dalla data di entrata in vigore della legge, norme aventi valore di legge ordinaria per la riforma degli enti e degli organismi pubblici di informazione statistica in base ai seguenti principi e criteri direttivi:
1. l'attuazione di un sistematico collegamento e l'interconnessione di tutte le fonti pubbliche preposte alla raccolta ed alla elaborazione dei dati statistici a livello centrale e locale;
2. l'istituzione di un Ufficio di statistica presso ogni amministrazione centrale dello Stato, incluse le aziende autonome, ponendo gli uffici così istituiti alle dipendenze funzionali dell'Istat;
3. l'attribuzione all'Istat di compiti di indirizzo e coordinamento;
4. la garanzia del principio dell'imparzialità e della completezza nella raccolta, nella elaborazione e nella diffusione dei dati;
5. la garanzia del diritto all'accesso da parte del Parlamento, delle regioni di enti pubblici, di organi dello Stato, di persone giuridiche, di associazioni e singoli cittadini ai dati elaborati, con i limiti espressamente previsti dalla legge e nel rispetto dei diritti fondamentali della persona;
6. l'informazione annuale del Parlamento sull'attività dell'Istat, sulla raccolta, trattamento e diffusione dei dati statistici da parte della pubblica amministrazione;
7. la garanzia dell'autonomia dell'Istat in materia di strutture, di organizzazione e di risorse finanziarie.

## Organi
Secondo l'articolo 2 del D. L. vo 322/89, fanno parte del SISTAN:
- l'Istat;
- gli uffici di statistica centrali e periferici delle amministrazioni centrali e delle amministrazioni ed enti autonomi;
- gli uffici di statistica delle regioni e delle province autonome;
- gli uffici di statistica delle province;
- gli uffici di statistica dei comuni, eventualmente consorziati;
- gli uffici di statistica delle ASL;
- gli uffici delle Camere di commercio;
- gli uffici di statistica comunque denominati di amministrazioni od enti pubblici;
- gli uffici di statistica di soggetti privati che svolgono funzioni di interesse pubblico (ad es. Istituto Guglielmo Tagliacarne).

Nella parte relativa all'Istat, che si trasforma da Istituto Centrale in Istituto Nazionale di Statistica, si parla dei nuovi compiti, del Presidente, degli organi collegiali.
Nel Sistema statistico nazionale uno dei punti più delicati era quello relativo all'articolazione delle competenze tra i vari soggetti pubblici in merito alla raccolta, al trattamento, alla analisi ed alla diffusione della informazione statistica.
Al livello centrale, la cospicua innovazione prevista dalla legge è di costituire, presso le amministrazioni centrali e le aziende autonome, uffici alle dipendenze funzionali dell'Istat e diretti da un funzionario designato dal Ministro, sentito il Presidente dell'Istat. Inoltre, anche presso enti e organismi pubblici possono essere costituiti Uffici di statistica.
Al secondo livello, oltre agli uffici regionali Istat di corrispondenza, vi sono gli uffici delle regioni e delle province autonome, istituiti con legge regionale e coordinati dalla Presidenza del Consiglio dei ministri e dall'Istat dal punto di vista metodologico.
Al terzo livello c'è una varietà di enti, costituiti dagli uffici di statistica delle prefetture, dagli uffici delle province, dagli uffici delle camere di commercio: i primi assicurano il coordinamento a livello provinciale delle fonti statistiche, così come individuate dall'Istat, e mantengono le loro competenze specifiche nell'area demografico – sociale; i secondi sviluppano la loro competenza nell'interesse della provincia; i terzi mantengono le loro competenze statistiche prevalentemente nell'area economica.
Il quarto livello, infine, è quello di USL, o grandi comuni, o loro consorzi.
È stato inoltre istituito un Comitato di indirizzo e di coordinamento dell'informazione statistica, composto da rappresentanti di amministrazioni statali in grado di valutare il problema della produzione di statistiche ufficiali nei suoi aspetti pratici.
L'organo collegiale di garanzia, denominato Commissione per la garanzia dell'informazione statistica, è istituito presso la Presidenza del Consiglio, al fine di garantire:
1. imparzialità e completezza dell'informazione statistica e osservanza delle norme che disciplinano la tutela della riservatezza delle informazioni fornite all'Istat e agli altri enti del Sistema statistico nazionale;
2. qualità delle metodologie statistiche e delle tecniche informatiche impiegate nella raccolta, nella conservazione e nella diffusione dei dati;
3. conformità delle rilevazioni alle direttive degli organismi internazionali e comunitari.

## Promozione, gestione e controllo della produzione di statistiche

### Livello centrale
L'art. 1 della legge, che regolamenta le attività di rilevazione, elaborazione, analisi, diffusione e archiviazione dei dati statistici, svolte dagli uffici di informazione statistica, prescrive che questa sia fornita ufficialmente al Paese e agli organismi internazionali attraverso il SISTAN, per il quale va realizzata l'unità di indirizzo, l'omogeneità organizzativa e la razionalizzazione dei flussi informativi, prima a livello centrale e poi a livello locale.
È prescritto dall'articolo 3 che, presso le amministrazioni centrali dello Stato e le aziende autonome, siano istituiti Uffici di statistica alle dipendenze funzionali dell'Istat, uffici cui sono preposti dirigenti o funzionari designati dal Ministro competente, sentito il presidente dell'Istat.
Un altro livello, che può essere considerato centrale, è quello previsto dall'art. 4, che dà la facoltà, sulla base delle direttive del Presidente del Consiglio dei ministri, sentiti il Ministro vigilante e il presidente dell'Istat, di costituire uffici presso enti ed organismi pubblici. Tale norma tende a far entrare nel sistema quegli enti che dispongono di notevoli giacimenti di informazioni. Tali uffici sono costituiti tenendo conto dell'importanza delle attività svolte dall'ente dal punto di vista statistico.
Una terza categoria di uffici, individuata sempre dall'art. 4, è quella di enti che, pur non facendo parte del SISTAN, svolgono attività nelle materie bancarie e sono tenuti a fornire dati aggregati e ad uniformarsi alla legge e alle disposizioni comunitarie per la parte statistica. In questo modo viene integrato nel sistema anche il delicato settore delle statistiche creditizie, monetarie e valutarie, tenendo conto delle particolari esigenze della Banca centrale e dell'Ufficio Italiano Cambi.

### Livello regionale
Il secondo livello è quello regionale.
La posizione dell'Istat è stata sempre favorevole allo sviluppo delle autonomie regionali, anche nel campo statistico, nel senso che avere istituti regionali di statistica non è di ostacolo all'attività dell'organo 'centrale', a condizione che la loro attività sia coordinata e standardizzata.
L'art. 5 della legge dice che spetta ad ogni regione e alle province autonome istituire con proprie leggi uffici di statistica. Secondo una recente indagine, esistono in ogni regione strutture di coordinamento statistico che hanno però collocazione differente: individuati quattro grossi settori, facenti capo il primo alla presidenza, il secondo all'ufficio studi, il terzo alla programmazione, il quarto all'informatica, la situazione dei vari uffici vede una prevalenza di collocazione nel settore della programmazione.
Il vero problema è costituito dalla esigenza della regione di disporre, per la propria attività di programmazione territoriale, di dati a vari livelli di disaggregazione. Premesso che il dato individuale non può essere comunque disponibile (se non in forma anonima), non si pone il problema della disponibilità dei dati per quanto riguarda quelli raccolti direttamente dalla regione quale ufficio del SISTAN, mentre per le altre esigenze di diversa aggregazione essi possono chiedere elaborazioni direttamente all'Istat.

### Livello provinciale
Al livello provinciale sono attivi numerosi uffici: in quasi ogni provincia esistono tre distinte entità: la Prefettura, la Provincia e la Camera di Commercio, Industria, Artigianato e Agricoltura.
Tutte le prefetture hanno istituito un ufficio di statistica: è compito degli uffici costituiti presso le prefetture il coordinamento, il collegamento e l'interconnessione, a livello provinciale, di tutte le fonti pubbliche preposte alla raccolta e all'elaborazione dei dati statistici individuate dall'Istat. Sembra tuttavia si sia semplicemente provveduto ad assegnare la funzione statistica ad altro ufficio preesistente (l'Ufficio documentazione).
Circa l'attività svolta, si segnala una certa difficoltà ad assumere il ruolo previsto dalla legge, anche se si riscontrano casi di maggiore impegno nei compiti statistici attuali ed una certa attività di sollecitazione verso gli enti locali affinché questi istituiscano l'ufficio di statistica.
In tempi precedenti alla riforma, gli uffici di statistica delle Camere di Commercio avevano competenza nelle seguenti materie: censimenti economici e demografici; attività economiche, industriali dell'artigianato e commercio interno; statistiche dell'edilizia; prezzi; statistiche sulle condizioni di vita della popolazione. E già allora si affermava che non rientravano nelle competenze camerali le seguenti attività statistiche: istituiti di ricovero; dormitori pubblici; colonie estive; asili nido; corsi professionali; stampa periodica.
Da un punto di vista sistematico, le indagini di competenza camerale possono essere distinte in tre gruppi:
- indagini a raccolta diretta da parte degli uffici di statistica camerali;
- indagini per le quali la raccolta è fatta da altri enti, ma con la collaborazione e assistenza tecnica degli uffici di statistica camerali;
- indagini sulle quali gli uffici camerali non intervengono direttamente, ma sulle quali svolgono attività di tipo ispettivo.

Per quanto riguarda il temuto conflitto tra competenze delle prefetture e delle Camere di commercio, e necessario vedere non solo gli aspetti giuridici, ma anche quelli pragmatici, che possono essere protocollati e regolamentati attraverso accordi tra Istat e Camere di Commercio. La certezza è che l'inserimento delle prefetture sarà efficiente, soprattutto nella parte socio – demografica, sanitario – assistenziale e ambientale, mentre sul versante economico continuerà a valere la tradizione storica della competenza delle Camere di commercio, le quali mantengono la esclusività per quanto concerne i censimenti.
Tutte le Camere di Commercio sono dotate da tempo di un Ufficio di statistica che, di regola, è costituito dall'ex U. P. S. (Ufficio Provinciale di Statistica). L'attività degli U. P. S. è rimasta quella svolta prima della emanazione del D. L. vo 322/89; vengono tuttavia segnalati un certo malcontento per la nuova posizione del Sistema statistico nazionale e, di conseguenza, una qualche tendenza a ridimensionare le già limitate risorse assegnate alla funzione statistica. Sono, infatti, note le carenze di organico che caratterizzano alcune Camere di Commercio le quali, tuttavia, sembrano aver compreso il nuovo ruolo e si mostrano interessate a sviluppare i servizi rivolti alle imprese.

### Livello comunale e intermedio
Il decreto legislativo prevede Uffici di statistica presso i comuni e presso le Unità Sanitarie Locali, prescrivendo che, entro sei mesi dalla entrata in vigore del decreto, gli enti locali che non abbiano ancora provveduto, istituiscano, anche in forma consortile o associata, un ufficio di statistica.
Il problema comunale è stato affrontato da Limone (1989), il quale ha riaffermato l'esigenza di intendere il comune, non solo come semplice punto di partenza delle informazioni, ma anche come soggetto ricevente delle stesse. In questo senso, opera dal 1983 la Commissione nazionale informatica e statistica dell'ANCI (Associazione Nazionale Comuni Italiani), che ha riaffermato il ruolo della statistica a livello locale, proponendo modelli organizzativi, di rilevazione, di gestione, di utilizzazione e diffusione dei dati e, in ugual senso, opera un gruppo paritetico Istat – ANCI, che ha studiato la funzione dello statistico comunale.
Il comune, come più importante fornitore dei dati del paese, in genere, soffre per il mancato ritorno dei dati prodotti e lo scarso coordinamento delle informazioni.
Spesso la funzione statistica è attribuita nel comune ad uffici già gravati di altri compiti, quando addirittura l'ufficio non esista solo dal punto di vista formale. Le cause di una così scarsa attuazione del SISTAN a livello comunale sono facilmente intuibili: oltre alla carenza di risorse, la difficoltà di applicare le direttive emanate dal Comitato di coordinamento e indirizzo dell'Istat.
Gli uffici previsti a livello comunale e tutti quelli previsti ai livelli precedenti, compreso l'Istat, si vedono attribuiti dall'art. 6 del decreto legislativo di riforma i seguenti compiti:
1. promuovono e realizzano la rilevazione, l'elaborazione, la diffusione e l'archiviazione dei dati statistici che interessano l'amministrazione di appartenenza, nell'ambito del programma statistico nazionale;
2. forniscono al SISTAN i dati previsti dal programma statistico nazionale, relativi all'amministrazione di appartenenza, anche in forma individuale ma non nominativa, ai fini della successiva elaborazione statistica;
3. collaborano con altre amministrazioni per l'esecuzione delle rilevazioni previste dal programma statistico nazionale;
4. contribuiscono alla promozione e allo sviluppo informatico a fini statistici degli archivi gestionali e delle raccolte di dati amministrativi;
5. attuano l'interconnessione ed il collegamento dei sistemi informativi dell'amministrazione di appartenenza con il SISTAN.

Un problema particolare è quello della dirigenza degli Uffici di statistica che, secondo alcuni, dovrebbe essere affidata a dirigenti con qualificazione professionale, convalidata dall'iscrizione all'Albo. Il punto è che non sono state ancora approvate le proposte di legge relative all'ordinamento della professione di statistico e alla costituzione dell'Albo.

## Relazioni tra SISTAN, ISTAT e altre strutture dello Stato

### Funzione di coordinamento
Il coordinamento di un sistema è un'attività necessaria e indispensabile. I modi e gli strumenti per evitare il caos e l'anarchia sono gli standard e le tecnologie informatiche. Il tentativo deve essere quello di semplificare e razionalizzare e, nello stesso tempo, di uniformare: indubbiamente la funzione statistica aveva necessità di una forte spinta al decentramento, ma contemporaneamente di una forte funzione di coordinamento. Così come nella P. A. si è avvertita, da tempo, l'esigenza, di integrare prima le tecnologie, poi le metodologie e, infine, i sistemi informativi e le soluzioni, nell'ambiente statistico si pone ora l'esigenza di coordinare i vari protagonisti che il nuovo scenario prevede, con la necessità che si evolvono i nuovi partner affinché evolva tutto il sistema.
L'Istat ha il compito di vigilare sui sistemi informativi statistici. Si attribuisce alla Funzione pubblica il compito di coordinamento dei grandi progetti, curando soprattutto i progetti intersettoriali, di valutare politicamente e strategicamente i progetti stessi e di preparare il piano dell'informatizzazione, che, come il piano statistico nazionale, ha una periodicità triennale.
Nel caso del SISTAN, la legge, dopo aver distribuito l'attività statistica in molti uffici, vuole ricostruire una funzione forte di coordinamento. E così, al coordinamento statistico deve seguire quello legislativo, soprattutto facendo in modo che nelle future normative si faccia cenno a quelle che sono le situazioni statistiche e informatiche standardizzate: il che significa che le nuove leggi, oltre ad avere la copertura legislativa e finanziaria, debbono avere anche quella statistica.
Una delle ipotesi che viene frequentemente fatta per poter gestire la miriade di uffici che costituiscono il SISTAN, è quella di raccogliere tali enti in un elenco ufficiale che tenga conto della esistenza di diritto dell'ufficio (costituzione formale), o dell'esistenza di fatto dello stesso.

### Grandi sistemi informativi della Pubblica Amministrazione
Nell'area delle finanze i giacimenti informativi sono di notevole importanza: tra essi vengono individuati, principalmente, il sistema informativo dell'Anagrafe tributaria, che contiene l'archivio anagrafico, l'archivio delle imposte dirette, l'archivio IVA e il registro delle conservatorie. I dati contenuti in tali archivi consentono, ovviamente, di ottenere informazioni statistiche soltanto di carattere derivato, in quanto gli archivi si riferiscono ad attività di tipo gestionale e contengono prevalentemente dati individuali e di carattere riservato. Fanno parte dell'area delle finanze anche gli archivi dei Monopoli di Stato e della Guardia di Finanza.
Nell'area dei Ministeri finanziari sono presenti il sistema della Ragioneria Generale dello Stato (RGS), sviluppato con la collaborazione di Italsiel, e il sistema del Provveditorato Generale dello Stato. È, inoltre, importante, dal punto di vista statistico, il sistema storico – statistico del bilancio dello Stato, sviluppato in un linguaggio di quarta generazione presso la RGS.
Nell'area della giustizia sono individuabili alcuni importanti sistemi, quale quello informativo della Corte di Cassazione, quello del Casellario giudiziale, quelli degli Istituti di prevenzione e pena, degli Uffici giudiziari, dei Tribunali per i minorenni e quello per l'informatica individuale del Ministero, con funzioni, oltre che di automazione d'ufficio, anche di supporto nei confronti degli altri sistemi.
Nell'area della sanità sono costituiti sistemi informativi riguardanti, da un lato, l'amministrazione sanitaria e, dall'altro, invece, tutto il settore dell'ambiente.
L'area dei beni culturali, da un lato raccoglie tutto il patrimonio informativo relativo alla cultura italiana sulla base di appositi progetti predisposti dal Ministero competente e, dall'altro, si indirizza specificatamente verso quello che è il Servizio bibliotecario nazionale, che prevede un catalogo comune per il controllo delle risorse.
Nel comparto dell'istruzione il patrimonio informativo è di notevoli dimensioni e rilevanza e si riferisce, soprattutto, alla scuola secondaria superiore ed agli istituiti di ricerca. Il limite di questo sistema informativo è duplice, non considerando, da un lato, la scuola elementare e, dall'altro, la parte relativa all'istruzione privata. L'area universitaria non fa parte di questo sistema ed è, invece, gestita autonomamente dai centri di ricerca universitari.
Nell'area agricoltura esiste un notevole giacimento di informazioni di razionalizzazione nel sistema 'Agrisiel' che, attraverso il telerilevamento, sta preparando anche una cartografia tematica relativa al settore agricolo (SIAN).
Nell'area previdenziale fanno spicco due sistemi informativi: uno è quello del Ministero del Lavoro e della Previdenza Sociale, per il quale l'Istat ha dato la sua collaborazione in fase di creazione e continua a dare assistenza in fase di aggiornamento; l'altro si riferisce all'immenso patrimonio informatico costituito dagli archivi dell'INPS (Istituto Nazionale Previdenza Sociale), archivi che sono stati recentemente aperti al pubblico e che si sta tentando di correlare gli archivi della CERVED e dell'Anagrafe tributaria, attraverso un progetto finalizzato.
Il Ministero dell'Interno raccoglie fondamentalmente tre tipi di informazioni, che corrispondono, in linea di massima, ai centri elettronici dipendenti dal Ministero stesso.
Vi sono poi altri grandi enti possessori di archivi, ad esempio l'ENEA, la SIP, l'Enel, la SIAE, eccetera.
Infine, i sistemi locali, con al primo posto le Anagrafi comunali le quali, se opportunamente razionalizzate, potrebbero in qualche modo sostituirsi al sistema censuario o, per lo meno, dare vantaggi in tale area per il futuro.

## Programma statistico nazionale
Una delle parti più qualificanti della legge di riforma è costituita dal Programma Statistico Nazionale (PSN), il quale ha durata triennale (la programmazione è a triennio fisso e viene aggiornata annualmente).
Il PSN parte dal presupposto di fornire un servizio pubblico per la circolazione delle informazioni, con la tutela del segreto statistico; il SISTAN, creando una rete di collegamento, vuole riportare la statistica là dove si formano le decisioni, ma il pluralismo delle fonti deve essere coordinato con gli atti di indirizzo e coordinamento.
Il PSN afferma che la produzione deve essere orientata all'utente, il quale deve avervi ampio accesso; i dati devono essere usati in maniera coordinata, organizzati in serie temporali e forniti tempestivamente, debbono essere imparziali, coordinati con EUROSTAT, standardizzati ed integrati per l'interconnessione dei sistemi informativi.
Obiettivi principali del primo PSN sono: potenziamento delle rilevazioni sociali ed ambientali, migliore conoscenza delle piccole imprese, conoscenza del fenomeno terziario, miglioramento della tempestività nella fornitura dati, miglioramento nella diffusione dati, costituzione di uno schedario delle istituzioni, analisi di aree microterritoriali, utilizzo del telerilevamento. Il PSN distingue: rilevazione, o reperimento informazioni di base; elaborazione, o utilizzo dei risultati di altre fonti, studio progettuale, o ricerca innovativa.
Nell'area demografica è previsto: studio dinamica popolazione, completamento censimento, costituzione nuove basi territoriali, censimento degli italiano all'estero, censimento stranieri, costituzione atlante comuni, costituzione atlante geografico tematico, studio mortalità per condizione socio economica, rilevazione concessioni cittadinanza, ricerca sulla fecondità, costruzione tavole mortalità.
Nell'area economica sono previste le seguenti attività: integrazione statistiche trasporti, potenziamento statistiche servizi alle famiglie ed alle imprese, completamento censimento agricoltura, costituzione archivio aziende agricole, censimento industriale servizi e istituzioni, nuovo sistema standardizzato conti economici, costituzione registro negozi giuridici e successioni, elaborazioni congiunte ISCO, relazione previsionale e programmatica, rilevazione dogane, rilevazione trasporti, collaborazione con AGRISIEL, INEA, AIMA e Marina Mercantile, ristrutturazione schedario SIRIO, costituzione sottosistema statistiche industriali, indagine sulle opere pubbliche con CRESME, progetti FIO, indagine demanio enti pubblici, indagini Ministero Industria, rete di distribuzione, statistica commercio comunitario, sostituita da IVA (Intrastat), movimento turismo, trasporto su strada, revisione trasporto marittimo, incremento rilevazioni trasporto aereo, credito e assicurazioni, ricerca e sviluppo, cambio base prezzi, cambio indice retribuzioni contrattuali.
Nell'area ambientale si prevedono: misuratori del degrado, conti satelliti dell'ambiente, metodi rilevazione standardizzati, censimento fonti di informazione ambientale, forme utilizzazione suolo, livelli di inquinamento di aria e acque, sistema informativo territoriale del Ministero Interno e Marina Mercantile.
Nell'area metodologica le attività si riferiranno a: classificazioni standard, definizione glossario termini statistici, disegni di campioni complessi, valutazione errori campionari, studio riservatezza dati, programma generalizzato ricerca errori.
Dal punto di vista metodologico si tende al largo uso di campioni, ad una informatizzazione spinta, all'utilizzo di risorse specializzate, ad una migliore organizzazione del lavoro sulle linee di produzione. Si parla anche di analisi e interpretazione dei dati con il massimo rigore scientifico, neutralità ed obiettività.